# へび座イータ星
へび座η星は、へび座の恒星で3等星。へび座の尾部では最も明るい。

## 特徴
この星は燈色の巨星であり、1億5000万年前に水素の核融合を終え、ヘリウム燃焼が終わる頃には25倍明るい赤色巨星になると考えられている。太陽に比べ金属量は半分で、シアンの分子がやや多い。
この星は、1年につき天球上を1秒角近く移動しており、銀河の別の部分から移動してきたと推測されている。
11等の伴星η星Bは、天球上を175年間で140秒以上移動しており、見かけの重星とされる。